# Пуцк (гмина)
Пуцк (пол. Puck) — сельская гмина (волость) в Польше, входит как административная единица в Пуцкий повет, Поморское воеводство. Население — 21 299 человек (на 2004 год).

## Демография
| Перепись                       | Всего   | Всего | Женщины | Женщины | Мужчины | Мужчины |
| ------------------------------ | ------- | ----- | ------- | ------- | ------- | ------- |
| Единицы                        | человек | %     | человек | %       | человек | %       |
| Население                      | 21 299  | 100   | 10 566  | 49,6    | 10 733  | 50,4    |
| Плотность населения (чел./км²) | 87,5    | 87,5  | 43,4    | 43,4    | 44,1    | 44,1    |

## Соседние гмины

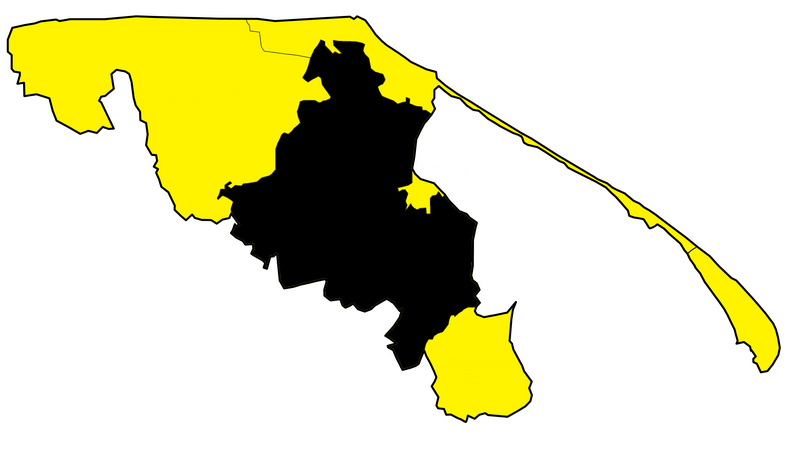
Гмина Пуцк

1. Гмина Косаково
2. Гмина Крокова
3. Пуцк
4. Реда
5. Румя
6. Гмина Вейхерово
7. Владыславово